# Giải đua ô tô Công thức 1 Azerbaijan
Giải đua ô tô Công thức 1 Azerbaijan (tiếng Azerbaijani: Azərbaycan Qran Prisi, tên chính thức là Azerbaijan Grand Prix) là một chặng đua Công thức 1 diễn ra tại Trường đua Thành phố Baku, Baku, Azerbaijan, kể từ năm 2017.

## Lịch sử
Trường đua Thành phố Baku lần đầu tổ chức một chặng đua Công thức 1 vào năm 2016 nhưng chặng đua đó được tổ chức với tư cách là một phiên bản của giải đua ô tô Công thức 1 Châu Âu. Vào năm 2017, trường đua này là địa điểm tổ chức của giải đua ô tô Công thức 1 Azerbaijan, chặng đua Công thức 1 mới chính thức có mặt trên lịch thi đấu. Trong chặng đua này, Sebastian Vettel bị phạt vì cố tình va chạm với Lewis Hamilton, còn Hamilton thì gặp sự cố nên phải ở lại làn pit lâu. Người đã chớp được cơ hội sau vụ va chạm đó để giành chiến thắng cuộc đua này là Daniel Ricciardo.
Tại chặng đua vào năm 2018, Ricciardo va chạm với đồng đội Max Verstappen khiến cả hai phải bỏ cuộc và Lewis Hamilton là người chiến thắng cuộc đua này. Tại chặng đua vào năm 2019, Valtteri Bottas là người chiến thắng cuộc đua này.
Năm 2020, chặng đua bị hủy bỏ vì đại dịch COVID-19.
Tại chặng đua vào năm 2021, Charles Leclerc giành vị trí pole sau khi Yuki Tsunoda và Carlos Sainz Jr. gặp tai nạn ở vòng chạy cuối cùng ở vòng phân hạng thứ ba (Q3). Trong cuộc đua chính, Leclerc nhanh chóng bị Max Verstappen, Lewis Hamilton và Sergio Pérez vượt qua. Trong phần cuối cùng của cuộc đua, Verstappen đang ở vị trí dẫn đầu nhưng đột ngột tông rào khiến anh phải bỏ cuộc. Tai nạn khiến cho cuộc đua phải tạm dừng. Trong pha xuất phát lại, Hamilton có một pha xuất phát tệ và bị rơi xuống cuối đoàn đua và không thể ghi được điểm nào. Sergio Pérez mang về chiến thắng đầu tiên của anh cho đội đua Red Bull Racing và đây cũng là chiến thắng đầu tiên của anh tại chặng đua này.
Tại chặng đua vào năm 2022, Max Verstappen giành chiến thắng cuộc đua này trước đồng đội Pérez và George Russell mặc dù không giành vị trí pole.
Vào năm 2023, Sergio Pérez trở thành tay đua đầu tiên hai lần giành chiến thắng giải đua ô tô Công thức 1 Azerbaijan sau khi giành chiến thắng vào năm 2021.

## Kết quả theo năm
| Năm  | Tay đua                            | Đội đua                            | Địa điểm                           | Chi tiết                           |
| ---- | ---------------------------------- | ---------------------------------- | ---------------------------------- | ---------------------------------- |
| 2017 | Daniel Ricciardo                   | Red Bull Racing-TAG Heuer          | Trường đua Thành phố Baku          | Chi tiết                           |
| 2018 | Lewis Hamilton                     | Mercedes                           | Trường đua Thành phố Baku          | Chi tiết                           |
| 2019 | Valtteri Bottas                    | Mercedes                           | Trường đua Thành phố Baku          | Chi tiết                           |
| 2020 | Không tổ chức vì đại dịch COVID-19 | Không tổ chức vì đại dịch COVID-19 | Không tổ chức vì đại dịch COVID-19 | Không tổ chức vì đại dịch COVID-19 |
| 2021 | Sergio Pérez                       | Red Bull Racing-Honda              | Trường đua Thành phố Baku          | Chi tiết                           |
| 2022 | Max Verstappen                     | Red Bull Racing-RBPT               | Trường đua Thành phố Baku          | Chi tiết                           |
| 2023 | Sergio Pérez                       | Red Bull Racing-Honda RBPT         | Trường đua Thành phố Baku          | Chi tiết                           |